# Sofiivka, Kalînivka
Sofiivka (în ucraineană Софіївка) este un sat în comuna Radivka din raionul Kalînivka, regiunea Vinnița, Ucraina.

## Demografie
Componența lingvistică a localității Sofiivka
     Ucraineană (98,09%)
     Rusă (1,91%)
Conform recensământului din 2001, majoritatea populației localității Sofiivka era vorbitoare de ucraineană (98,09%), existând în minoritate și vorbitori de rusă (1,91%).